# Andriantompokoindrindra
Andriantompokoindrindra est un roi de l'Imerina.
Il est un fils du roi Ralambo. Le siège de son royaume était établi sur la colline d'Ambohimalaza.

## Biographie
Prince d'Ambohimalazabe de 1612 à 1630.
Andriantompokoindrindra naît à la fin du XVIe siècle à Ambohimanjaka-Ambohimalaza. Son père, le roi Ralambo, est enterré au sommet d'Ambohidrabiby et que sa mère, la déesse Rabehavina, est enterré à Ambohimalazabe.
Lorsqu'il est enfant, son père élève Andriantompokoindrindra avec lui à Ambohidrabiby et lui donne toute l'éducation pour qu'il réussisse plus tard dans le royaume, cela, avec les princes, les douze conseillers et de nombreuses personnes et serviteurs.
Le roi Ralambo a eu de nombreux fils mais seuls Andriantompokoindrindra et Andrianjaka sont autorisés à régner. Les autres fils du roi Ralambo sont appelés Zanadralambo.
Andrianjaka et ses descendants pourraient régner s'ils étaient directement mariés à la tribu Andriantompokoindrindra[réf. nécessaire].